# Американська асоціація жінок з вищою освітою
 Американська асоціація жінок з вищою освітою (ААЖВО), офіційно заснована в 1881 році, - це неприбуткова організація, яка сприяє розвитку рівності для жінок та дівчат шляхом адвокації, освіти та досліджень. Організація має загальнонаціональну мережу, яка складається з 170 000 членів та прихильників,  1000 місцевих відділень,  та 800 партнерів у коледжах та університетах.  Штаб-квартира Асоціації знаходиться у Вашингтоні, генеральним директором ААЖВО є Кім Чочіз.

## Історія

### 19-століття
У 1881 році Маріон Талбот та Еллен Сволоу Річардс запросили 15 випускників із 8 коледжів на зустріч у Бостоні, штат Массачусетс. Метою цієї зустрічі було створення організації випускниць жіночих коледжів, яка допомогла б жінкам у пошуку більших можливостей використовувати свою освіту, а також сприяння та мотивування  до вступу до інших жіночих коледжів. Асоціація колегіальних випускників або АКВ (організація-попередник ААЖВО) була офіційно заснована 14 січня 1882 року. АКВ також працювала над вдосконаленням стандартів освіти для жінок, щоб вища освіта чоловіків та жінок була більш рівною за обсягом та складністю програм.
На початку 1884 року АКВ збиралася лише в Бостоні. Однак, оскільки більше жінок по всій країні стали цікавитись її роботою, Асоціація побачила, що для її роботи необхідно розширення галузей. Вашингтон, округ Колумбія, був першим відділенням, яке було створене в 1884 році, а в 1886 р. було засновано відділення в Нью-Йорку, Пасіфік (Сан-Франциско), Філадельфії та Бостоні.
У 1885 р. організація розпочала один із своїх перших великих проєктів: вони по суті мали довести своє право на існування. В той час існувала загальна думка, що навчання в коледжі зашкодить здоров’ю жінки та призведе до безпліддя. Цей міф підтримав вчений із Гарварда, бостонський лікар, доктор Едвард Х. Кларк. Комітет АКВ під керівництвом Енні Хоуз створив низку питань, надісланих 1290 членам АКВ; було отримано 705 відповідей. Після оприлюднення результатів, дані показали, що вища освіта не шкодить здоров’ю жінок. У1885 році спільно з Бюро статистики праці штату Массачусетс  було опубліковано звіт "Статистика здоров'я випускників коледжів". Цей перший звіт про дослідження є одним із багатьох, проведених ААЖВО протягом своєї історії.
У 1887 році була створена програма стипендій для жінок. Підтримка освіти жінок шляхом стипендій постійно залишатиметься важливою частиною місії  ААЖВО.
Ще в 1883 р. аналогічна група жінок коледжу розглядала можливість створення  відділення АКВ в місті Чикаго, штат Іллінойс, проте вони переглянули план та створили власну незалежну організацію. Було утворено Західну асоціацію колегіальних випускників (ЗАКВ) з Джейн М. Банкрофт, яка стала першим президентом. ЗАКВ мала багато цілей, була широкою за своїм призначенням і складалась із п'яти комітетів: образотворчого мистецтва, професій на відкритому просторі, домашніх професій, преси та журналістики та вищої освіти жінок на Заході. У 1888 році ЗАКВ присудила свою першу стипендію в розмірі 350 доларів для Іди Стріт, випускниці коледжу Вассар, для проведення досліджень у Мічиганському університеті. У 1889 році ЗАКВ об'єдналась із АКВ, ще більше розширивши потенціал організації.

### 20 століття
У 1919 році АКВ, під керівництвом групи американських жінок, взяла участь у значимій ініціативі, яка в кінцевому підсумку зібрала 156 413 доларів США, щоб придбати грам радію для Марі Кюрі для її експериментів.

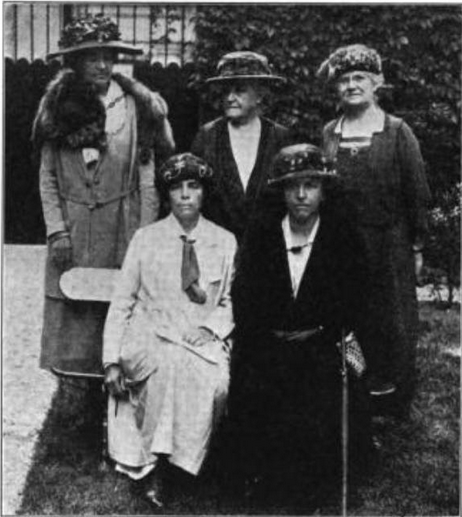
П'ять американських делегатів з правом голосу на Паризькій конференції, 1922.png

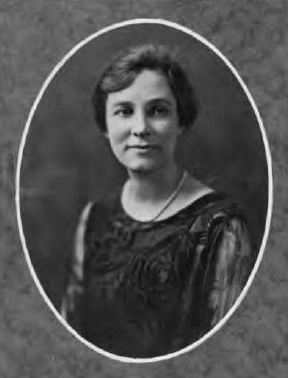
Місіс Е.Е. Браунелл, 1922 р., Президент AAЖВО, відділення у Сан-Франциско

У 1921 р. АКВ було об'єднано з Південною асоціацією жінок коледжів задля створення ЗАКВ, хоча місцеві відділення продовжували бути основою силою ЗАКВ. Політика розширення значно посилилась як чисельно, так і за впливом Асоціації, від невеликої місцевої організації до загальнонаціональної мережі жінок з вищою освітою. Вже до 1929 р. нараховувалось 31 647 членів та 475 відділень.
Під час Другої світової війни ЗАКВ офіційно почала збирати гроші для надання допомоги жінкам-науковцям, переміщеним унаслідок окупації нацистів, які не змогли продовжити свою роботу. Фонд допомоги жертвам війни отримав численні прохання про допомогу і невтомно працював над пошуком викладацьких можливостей та інших посад для жінок-біженців в американських школах та університетах та інших країнах. Окремі члени відділення ЗАКВ також брали участь у підписанні імміграційних заяв про підтримку. Протягом 1940 року, першого року після відкриття, Комітет допомоги жертвам війни зібрав 29 950 доларів США за підтримкою 350 філій.
Організація була "значною мірою аполітичною" до 1960-х. З іншого боку, зайнятість жінок зросла настільки, що до кінця 1960-х вони становили 38% працівників. Жінки, які закінчили коледж/університет, шукали гідної роботи. Членство в 1960 році становило 147 920 жінок, більшість із яких були представницями середнього класу.

## Діяльність
ЗАКВ - одне з найбільших світових джерел фінансування виключно для жінок, які закінчили коледж/університет. Щороку, ЗАКВ надає від 3,5 до 4 мільйонів доларів США на стипендії, гранти та нагороди для жінок та для проєктів громадських ініціатив. Фонд також фінансує новаторські дослідження стосовно жінок, дівчат та в освіті. Організація виділяє кошти на навчання жінок.
Фонд правового захисту (ФПЗ), одна з програм  ЗАКВ, - це найбільший юридичний фонд США, орієнтований виключно на статеву дискримінацію жінок у вищій освіті. ФПЗ надає кошти та систему підтримки для жінок, які шукають судової відповідальності за дискримінацію за статтю у вищій освіті. З 1981 року ФПЗ допомагає студентам, викладачам та адміністраторам боротися із дискримінацією за статтю, включаючи сексуальні домагання, нерівність у заробітній платні, відмову від зарахування на ту чи іншу посаду та просування по кар'єрних сходинках, підвищенні кваліфікації та нерівності у програмах жіночої атлетики.
ЗАКВ підтримує різні ініціативи та адвокатську діяльність, дослідницькі проєкти та проєктну діяльність на кампусі та інші освітні програми у поєднанні з поточною основною темою «Освіта як шлюз до економічної безпеки жінок».  Разом із трьома іншими організаціями було засновано Сімейний театр Медісон у 1965 році. У серпні 2011 року ЗАКВ об'єднала зусилля з іншими жіночими організаціями, щоб запустити програму ХЕВотес (англ. - HERVotes)  для мобілізації жінок-виборців у 2012 році щодо збереження здоров'я та економічних прав. У 2011 році Фонд дій ЗАКВ ініціював програму щодо заохочення жінок до голосування на виборах 2012 року. Кампанія мала на меті збільшити кількість голосів від жінок та просувати ініціативи, що підтримують освіту та рівність жінок та дівчат.
Звіт про дослідження AAUW за 2011 рік стосується сексуальних домагань у 7–12 класах.
Національна конвенція ЗАКВ  проводиться щороку. ЗАКВ фінансує конференцію, яка підтримує лідерів-студентів -   Національна конференція студентів-лідерів серед жінок коледжів (англ. - NCCWSL), яку було ініційовано для того, щоб допомогти студентам коледжу отримати доступ до ресурсів, навичок та мереж, необхідних для ведення змін на кампусах та в громадах по всій країні. Конференція студентів-лідерів проводиться щорічно у Вашингтоні, округ Колумбія.
Місцеві сбори часто приймають спікерів, які висвітлюють різноманітні теми, пов'язані з жінками, таких як Молі Мерфі Макгрегор, співзасновницю Національного альянсу історії жінок.

## Видатні члени
- Virginia Cleaver Bacon[22]
- C. Louise Boehringer[22]
- Pauline Suing Bloom[22]
- Kate Brousseau[22]
- Esther Caukin Brunauer
- Marjorie Bell Chambers
- Frances St John Chappelle[22]
- Vinnie B. Clark[22]
- R. Belle Colver[22]
- Della Prell Darknell Campbell[22]
- Permeal J. French[22]
- Harriet A. Haas[22]
- Winifred M. Hausam[22]
- Winifred G. Helmes
- Reba Hurn[22]
- Kate Wetzel Jameson[22]
- Rachel Fitch Kent[22]
- Sarah Harder
- Nancy A. Leatherwood[22]
- Eva Frederica French LeFevre[22]
- Lillien Jane Martin[22]
- Bernice McCoy[22]
- Ruth Karr McKee[22]
- Eva Perry Moore[23]
- Helen Matusevich Oujesky[24]
- Bernice Orpha Redington[25]
- E. Ruth Rockwood[22]
- Wanda Brown Shaw[22]
- M. Elizabeth Shellabarger[22]
- Rachel Applegate Solomon[22]
- Fanny J. Bayrhoffer Thelen[22]
- Violet Richardson Ward[26]
- Wilhelmine Wissman Yoakum[22]
- Mary Yost[27]

## Дивиться також
- Робоча група молодих жінок (англ. - Younger Women's Task Force[en])
- Жінки на ринку праці (англ. -  Women in the Workforce)
- Жінки в (англ. -  Women in)

## Зовнішні посилання
- - Офіційний сайт 
  - American Association of University Women (AAUW) [Архівовано 6 серпня 2019 у Wayback Machine.] - information
  - American Association of University Women records, 1935-1955 [Архівовано 22 вересня 2020 у Wayback Machine.] from the Smithsonian Archives of American Art[en]
  - American Association of University Women Papers [Архівовано 8 листопада 2011 у Wayback Machine.] at Smith College
  - American Association of University Women. Boston Branch. Records, 1886-1978
  - Schlesinger Library, Radcliffe Institute, Harvard University [Архівовано 3 травня 2013 у Wayback Machine.]
  - American Association of University Women. Massachusetts State Division. Records, 1930-1976.
  - American Association of University Women (AAUW) Collection, 1929-2011 at James Madison University
  - Archived records of the Association of Collegiate Alumnae, 1882-1921 [Архівовано 7 червня 2019 у Wayback Machine.], at Smith College].